# Tolbonia anamitica
Tolbonia anamitica là một loài thực vật có hoa trong họ Cúc. Loài này được Kuntze miêu tả khoa học đầu tiên năm 1891.